# Vasco Costa
Vasco Costa (Lisboa, 1917 — 1986), foi um pintor português.

## Biografia / Obra

Pintura, 1968

Frequentou a Escola de Artes Decorativas António Arroio, dedicando-se depois à publicidade e decoração. Colaborou na Exposição do Mundo Português, 1940. 
Em 1942 encontra-se nos Estados Unidos da América. Depois de se naturalizar, alista-se no exército norte-americano e participa na campanha da Europa da Segunda Guerra Mundial. Desmobilizado em 1946, vive a partir daí nos EUA, Inglaterra e França, trabalhando como pintor decorador e numa fábrica de porcelanas (em Limoges). 
Em 1956 instala-se definitivamente em França, nos arredores de Paris e, três anos mais tarde, dedica-se à pintura, realizando a partir daí uma "obra considerável de importância histórica". O abstracionismo lírico de tipo gestual a que adere caracteriza-se por uma "larga sensualidade de cor e formas". 
Integrou diversas exposições coletivas de relevo, em Portugal e no estrangeiro, entre as quais a exposição itinerante Arte Portuguesa Contemporânea, Brasília, São Paulo, Rio de Janeiro, 1976-77. Realizou exposições individuais no Porto e em Lisboa (1969, 1971, 1974), Londres (1972), e Paris, podendo destacar-se: Centro Cultural Português (1969); Galerie Bellechasse, Paris (1971, 1973); Galeria Quadrum, Lisboa (1974). 